# Длусский, Геннадий Михайлович
Геннадий Михайлович Длусский (4 октября 1937, Москва — 1 мая 2014) — российский энтомолог, доктор биологических наук (1983), профессор МГУ (1986), один из ведущих в мире специалистов в области мирмекологии, лауреат премии Московского общества испытателей природы (за монографию «Муравьи пустынь», 1981).
Научные интересы лежали в области палеонтологии, филогении и систематики муравьёв. Опубликовал свыше 130 научных работ и 11 монографий.

## Биография
Родился 4 октября 1937 года в Москве в семье инженера-железнодорожника. Муравьёв начал изучать будучи школьником в Кружке юных биологов Московского зоопарка (КЮБЗ). В 1959 году окончил Московский государственный университет им. М. В. Ломоносова. С 1972 года работает на кафедре биологической эволюции (ранее она называлась кафедрой дарвинизма) биологического факультета МГУ. Кандидат (1967) и доктор биологических наук (1983), профессор (1986), автор около 130 публикаций, в том числе 11 монографий и книг. Описал около 100 новых видов и родов муравьёв.
Один из крупнейших в мире специалистов в области палеонтологии, филогении и таксономии муравьёв. Автор ряда работ по экологии опыления, в которых акцентируется внимание на важности ценотических связей внутри сообщества для коэволюции растений и их опылителей.
Автор книги «История и методология биологии», написанной на основе одноимённого курса лекций.
Участвовал в работе всех 12 Всероссийских мирмекологических симпозиумов. Бывал в экспедициях в различных регионах России и мира: в Подмосковье, Приморье, Забайкалье и Красноярском крае, Карелии и на Валдае, в Армении, Кыргызстане, Туркменистане, Узбекистане, Эстонии, в Полинезии (Тонга, Зап. Самоа, Фиджи) и на Сейшельских островах (в 1980 и 1984 годах в рейсах научных судов АН СССР по программе ЮНЕСКО «Человек и биосфера», проект № 7, «Экосистемы островов»), в Болгарии (1986).
Умер 1 мая 2014 года.

## Открытия
Длусским открыто и впервые для науки описано около 100 новых видов и родов муравьёв, включая десятки ископаемых, совместно с А. П. Расницыным составлена палеонтологическая история муравьёв.

### Семейства
- †Armaniidae Dlussky, 1983[3] (=Armaniinae)

### Роды
- †Archaeopone Dlussky, 1983
- †Armania Dlussky, 1983 (=Armaniella Dlussky, 1983)
- †Baikurus Dlussky, 1987
- †Cretomyrma Dlussky, 1975
- †Dolichomyrma Dlussky, 1975
- †Haidomyrmex Dlussky, 1996
- †Khetania Dlussky, 1999[4]
- †Orapia Dlussky, Brothers & Rasnitsyn, 2004
- †Paraphaenogaster Dlussky, 1981
- †Plesiomyrmex Dlussky & Radchenko, 1999
- †Poneropterus Dlussky, 1983
- †Protomyrmica Dlussky & Radchenko, 1999
- †Pseudarmania Dlussky, 1983

### Виды
- Cataglyphis takyrica Dlussky, 1990
- Camponotus kopetdaghensis Dlussky et Zabelin, 1985
- Myrmica arnoldii Dlussky, 1963[5]
- Tetramorium feroxoide Dlussky et Zabelin, 1985

## Названы в честь Г. М. Длусского
- Род †Dlusskydris Bolton (= †Palaeomyrmex Dlussky, 1975) — 1 вид (†Dlusskydris zherikhini)
- Вид Aenictus dlusskyi Arnol’di, 1968 (род Aenictus)
- Вид Aphaenogaster dlusskyi Radchenko et Arakelian, 1991
- Вид Plagiolepis dlusskyi Radchenko, 1996
- Вид †Platythyrea dlusskyi Aria et al., 2011 (род Platythyrea) — эоцен (янтарь, Франция)[6]
- Вид Didactylomyia dlusskyi Fedotova et Perkovsky, 2011 (род Didactylomyia) — эоцен (янтарь, Украина)
- Вид †Cataglyphoides dlusskyi Radchenko & Khomych, 2020
- Вид Colletes dlusskyi Kuhlmann & Proshchalykin, 2015 (пчела рода Colletes)
- Вид Meranoplus dlusskyi  Zryanin, 2015 (род Meranoplus)
- Вид †Dolichoderus dlusskyi  LaPolla & Greenwalt, 2015
- Вид Temnothorax dlusskyi Radchenko, Yusupov et Fedoseeva, 2015

## Основные научные труды
Автор более 100 публикаций (список), в том числе 11 монографий и книг, 122 статей, 15 тезисов докладов, руководство 3 диссертациями, автор 8 учебных курсов.
Индекс цитирования доступен на сайте eLIBRARY.ru.
- Длусский Г. М. Муравьи рода Формика (Hymenoptera, Formicidae, Formica) / отв. ред. К. В. Арнольди. — Москва: Наука, 1967. — 236 с. — 2300 экз.
- Длусский Г. М. Муравьи пустынь / Отв. ред. Арнольди К. В.. — Москва: Наука, 1981. — 230 с. — 1600 экз.
- Длусский Г. М., Союнов О. С., Забелин С. И. Муравьи Туркменистана. — Ашхабад: Ылым, 1989. — С. 140—142. — 273 с. — 500 экз.
- Вишнякова В. Н., Длусский Г. М., Притыкина Л. Н. Новые ископаемые насекомые с территории СССР. — М.: Наука. 1981. с.
- Животное и растительное население островов Юго-Западной Океании. // Пузаченко Ю. Г., Головач С. М., Длусский Г. М., и др. — Академиздатцентр «Наука» (Москва), 1994. 142 с.
- Длусский Г. М. (2006). История и методология биологии : учеб. пособие для студентов, обучающихся по специальности «Биология». — Москва, Анабасис. — 2006. — 219 с. — ISBN 5-91126-003-4
- Атанасов Н., Длусский Г. М. (1992). Фауна на България. 22. Hymenoptera, Formicidae. — София: Издательство Болгарской АН София. 310 с.
- Арнольди К. В., Длусский Г. М. Надсемейство Formicoidea. Семейство Formicidae – Муравьи // Определитель насекомых европейской части СССР. Т. III. Перепончатокрылые. Первая часть // Подотряд Apocrita — Стебельчатобрюхие (Арнольди К. В. и др.) / под общ. ред. Г. С. Медведева. — Л.: Наука, 1978. — С. 519–556. — 584 с. — (Определители по фауне СССР, издаваемые Зоологическим институтом АН СССР; вып. 119). — 3500 экз.

- География Сейшельских островов. (ред. Каплин П. А., Космынин В. Н., Никифоров Л. Г.). — М.: изд. МГУ. 1990. 267 c. (Соавторы: Бадюков Л. Д., Воронов А. Г., Демиденко Е. Л., Длусский Г. М. ., Дьяконов К. Н., Каплин П. А., Коротаев В. Н., Космынин В. Н., Никифоров Л. Г., Николаев С. Д., Свиточ А. А.)
- Меловой биоценотический кризис и эволюция насекомых (Ред. А. Г. Пономаренко). — М.: Наука. 1988.
- Мониторинг муравьев Формика. // Захаров А. А., Длусский Г. М., Горюнов Д. Н., Гилёв А. В., Зрянин В. А., Федосеева Е. Б., Гороховская Е. А., Радченко А. Г. — КМК Москва, 2013. ISBN 978-5-87317-909-1, 99 с.
- LaPolla J. S., Dlussky G. M., Perrichot V. (2013). Ants and the Fossil Record. — Annual Review of Entomology, издательство Annual Reviews, Inc. (United States), том 58, с. 609—630.